# نورمان كانتور
نورمان كانتور (بالإنجليزية: Norman Cantor)‏ هو مختص في الدراسات القروسطية ‏ ومؤرخ وكاتب أمريكي وكندي، ولد في 19 نوفمبر 1929 في وينيبيغ في كندا، وتوفي في 18 سبتمبر 2004 في ميامي في الولايات المتحدة.